# Keigo Shinzō
真造圭伍
Œuvres principales
Première œuvre : Nankin (なんきん)
Autres ouvrages :
- Mauvaise herbe
- Tokyo Alien Bros.
- Hirayasumi

Keigo Shinzō (真造圭伍) est un dessinateur de manga japonais né le 23 janvier 1987 dans la Préfecture d'Ishikawa au Japon.
Il fait partie de cette nouvelle vague de mangaka qui assurent la relève du manga d'auteur tout en publiant leurs œuvres dans des revues de prépublication, faisant ainsi le pont entre le monde des grands éditeurs et celui des indépendants. Cette jeune génération d'artistes regroupant des personnalités tels que Inio Asano, Kengo Hanazawa ou encore Shuzo Oshimi, conjuguent ainsi un savoir-faire précoce et une sensibilité artistique ouverte sur le monde.

## Biographie
Keigo Shinzō naît le 23 janvier 1987 dans la Préfecture d'Ishikawa au Japon. 
Tout petit, il rêvait déjà d'être mangaka. Lors d'une interview pour la revue spécialisée ATOM, il explique : « en primaire, j'avais un cahier de brouillon dans lequel je dessinais mes histoires, et mon grand frère, qui était loin d'être bienveillant à mon égard, me complimentait beaucoup sur mes travaux. Il a énormément compté dans mon parcours, ses encouragements ont été décisifs et m'ont permis d'avancer ».
Il suit une formation artistique au lycée préfectoral de Saitama avant d'entrer au département des beaux-arts de l'Université Zokei de Tokyo (en).
Il fait ses débuts en tant que mangaka avec Nankin (なんきん), une histoire courte prépubliée en 2008 dans l'hebdomadaire Big Comic Spirits des éditions Shōgakukan, alors qu'il était encore étudiant. L'œuvre obtient le prix Spirits  récompensant les jeunes talents publiés chez l'éditeur. 
Suivent deux one-shots, L'Auto-école du collège Moriyama (森山中教習所, Moriyamachû Kyôshûjo), prépublié dans le mensuel Big Comic Spirits en 2010 et adapté en série télévisée japonaise en 2016, dans lequel un jeune homme apathique s'ouvre aux autres en fréquentant une auto-école non homologuée tenue par des marginaux, puis Summer of Lave (ぼくらのフンカ祭, Bokura no Funka Matsuri, litt. « Le festival de l'éruption »), prépublié en 2012 dans le Big Comic Spirits, où une éruption volcanique transforme soudainement un village rural en destination touristique.
Il s'attèle ensuite à des récits plus longs avec les séries Midori No Hoshi  (みどりの星, litt. « La Planète verte ») et Tokyo Alien Bros..
Keigo Shinzō est marié à la mangaka Natsuko Taniguchi.

## Œuvres

### Œuvres publiées en France
Les œuvres de Keigo Shinzō bénéficiant d'une traduction française et d'une publication en France sont à ce jour toutes éditées par Le Lézard Noir.
| Titre                            | Titre en japonais              | Année de publication en VO | Année de publication en France | Éditeur        | Genre                                       | Volumes | Statut   | Distinctions |
| -------------------------------- | ------------------------------ | -------------------------- | ------------------------------ | -------------- | ------------------------------------------- | ------- | -------- | --- |
| Tokyo Alien Bros.                | トーキョーエイリアンブラザーズ | 2015                       | 2017                           | Le Lézard Noir | Science fiction, Comédie                    | 3       | Terminé  | |
| L'Auto-école du collège Moriyama | 森山中教習所                   | 2010                       | 2018                           | Le Lézard Noir | Seinen, Tranche de vie, Comédie             | 1       | Terminé  | |
| Holiday Junction                 | 休日ジャンクション             | 2016                       | 2018                           | Le Lézard Noir | Histoires courtes, Tranche de vie, Comédie  | 1       | Terminé  | |
| Mauvaise Herbe                   | ノラと雑草                     | 2018                       | 2020                           | Le Lézard Noir | Drame, Psychologie, Tranche de vie, Société | 4       | Terminé  | Nommé pour le Prix Asie de la critique ACBD 2020 et pour le prix de la meilleure bande dessinée lors du 48e Festival international de la bande dessinée d'Angoulême en 2021 - Tome 4 en sélection officielle du Festival d'Angoulême 2022. |
| Summer of Lave                   | ぼくらのフンカ祭               | 2012                       | 2021                           | Le Lézard Noir | Tranche de vie, Comédie                     | 1       | Terminé  | |
| Le jour du typhon                | 台風の日                       | 2012                       | 2022                           | Le Lézard Noir | Seinen, Comédie, Drame, Tranche de vie      | 1       | Terminé  | |
| Hirayasumi                       | ひらやすみ                     | 2021                       | 2023                           | Le Lézard Noir | Seinen, Tranche de vie, Drame, Comédie      | 8       | En cours | |
| La planète verte                 | みどりの星                     | 2013                       | 2024                           | Le Lézard Noir | Seinen, Aventure, Romance, Science fiction  | 4       | En cours | |
| No Reaction                      | センチメンタル無反応           | 2021                       | 2024                           | Le Lézard Noir | Seinen, Tranche de vie, Drame               | 1       | Terminé  | |

### Œuvres publiées au Japon
Certaines œuvres de l'auteur sont toujours inédites en France à ce jour.
| Titre                      | Titre en japonais    | Année de publication | Éditeur    | Genre                            | Volumes | Statut  | Distinctions |
| -------------------------- | -------------------- | -------------------- | ---------- | -------------------------------- | ------- | ------- | ------------ |
| Ieneko Bun-chan no Ichinen | 家猫ぶんちゃんの一年 | 2015                 | Shōgakukan | Seinen, Tranche de vie, Tragédie | 1       | Terminé |              |

## Style, thèmes et influences
Comme bon nombre d'auteurs de la nouvelle vague du manga, Keigo Shinzō ne se cantonne pas à un genre en particulier. De la science fiction avec Midori no Hoshi, au drame social avec Mauvaise herbe, en passant par la comédie, l'auteur phagocyte tous les genres. Car finalement, le contexte de ses histoires n'est souvent qu'un outil lui servant à exprimer les thèmes qui lui sont chers: les errements de sa génération, les désillusions d'une jeunesse désabusée, désenchantée et sans espoir, qui part à la dérive. Une constante cependant: ses histoires s'articulent souvent autour d'un duo de personnages, un binôme autour duquel l'intrigue, ainsi que les thèmes qui lui sont associés, vont se construire, et évoluer. Deux frères dans Tokyo Alien Bros., deux anciens amis qui se retrouvent dans Summer of Lave, un policier dépressif et une jeune fille à la dérive qui lui rappelle sa défunte fille dans Mauvaise herbe... c'est l'intime que cherche à exprimer avant tout Keigo Shinzō : « Le fait de raconter des histoires qui tournent autour de deux personnes différentes », dira l'auteur dans une interview donné par la revue ATOM, « me permet justement d'être moins entravé par les conventions d'un genre. Je peux m'amuser avec leurs points de vue, sortir plus facilement du cadre et ainsi me focaliser sur des thématiques plus personnelles ».
Un autre thème cher à l'auteur est celui de la marginalité. Il s'applique dans ses œuvres à représenter des inadaptés, des personnages à la dérive, évoluant aux côtés de personnages correspondant davantage à la norme. Mais au lieu de traiter ces marginaux sur une tonalité comique afin de mettre en valeur les autres personnages, il s'intéresse au contraire à la dynamique qui anime ces relations inégales, cherchant à montrer avec réalisme la lumière chez les marginaux, et les failles chez les autres.  
Les influences de Keigo Shinzō se devinent facilement à la lecture de ses œuvres. Taiyō Matsumoto, tout d'abord, auteur d'Amer Béton, à qui Keigo Shinzō voue une grande admiration depuis son adolescence et qui influence toujours son écriture. Fumiko Takano ensuite, mangaka du quotidien à la ligne légère et fluide, mais encore l'artiste émergente Akino Kondoh. L'auteur dit apprécier le style de mangaka moins conventionnels comme Iō Kuroda ou ceux cités plus haut.